# Physalis viscosa
Physalis viscosa es una especie de planta con flores de la familia de las solanáceas conocida por varios nombres comunes, como arrebenta-cavalo, balãozinho en portugués y camambú (del guaraní akamambu, «burbuja»),   o starhair groundcherry, stellate ground-cherry  y grape groundcherry en inglés.  Es originaria de América del Sur, mientras que ha sido trasladada a otros continentes, se la considera como una especie introducida y, en ocasiones, como maleza. Puede crecer en muchos tipos de hábitat, incluidas áreas perturbadas.
Es una hierba perenne rizomatosa con tallo peludo de hasta 40 centímetros. Las hojas ovaladas son de 3 a 5 centímetros de largo y tienen bordes lisos o dentados. Las flores brotan de las axilas de las hojas, tienen forma acampanada y miden aproximadamente 1,5 centímetros de ancho. Son de color amarillo con centros más oscuros, y tienen 5 estambres rematados con anteras amarillas. El cáliz de los sépalos en la base de la flor se agranda a medida que se forma el fruto, formando una estructura inflada, acanalada, de forma globosa de 2 a 3 centímetros de largo que contiene la baya.

## Usos
El uso nutricional y medicinal de P. viscosa se ha  documentado en Bolivia, Paraguay  y el norte de Argentina. Su uso es muy común en la región del Gran Chaco donde los Toba - Pilagá, Nivaclé y Maká comen los frutos maduros crudos. Los Lengua - Maskoy cuecen los frutos en brasas o los hierven antes de comerlos y también usan un preparado a partir de hojas trituradas en agua para tratar la conjuntivitis y otras dolencias oculares, colocando la preparación líquida en el ojo afectado.
Los inmigrantes a la región, como los misioneros anglicanos de Inglaterra y los colonos menonitas, elaboran platos cocinados y horneados con P. viscosa. En dialecto menonita Plautdietsch del Gran Chaco se les conoce como Junitjoasche (cerezas de junio ) y se utilizan en mermeladas, compotas y pasteles, en particular Riebelplautz, un "pastel de domingo" parecido al crumble.